# Centre de Pastoral Litúrgica de Barcelona
El Centre de Pastoral Litúrgica de Barcelona (també conegut amb les sigles CPL), és una associació pública de fidels, creada l'any 1958 a l'arquebisbat de Barcelona. El seu objectiu principal és el de potenciar la vessant litúrgica de l'acció pastoral de l'Església, especialment mitjançant l'edició de publicacions pedagògiques adaptades a les diverses circumstàncies i moments.

## Orígens i història
El Centre de Pastoral Litúrgica de Barcelona es va constituir l’any 1958 com una associació pública de fidels, que va tenir l’aprovació de l’aleshores bisbe de Barcelona, Gregorio Modrego Casaús, malgrat que no obtingué els estatuts oficials fins al 27 de desembre de 1966. En un primer moment, les dependències del CPL se situen al Palau de la Balmesiana, llavors lloc de residència de Pere Tena i de Joan Bellavista. Posteriorment, l'abril de 1959 s'aconsegueix el primer local independent, en una dependència del Palau Episcopal de Barcelona. El desembre de 1961 l'entitat es torna a traslladar, aquest cop llogant un despatx a la Ronda Universitat número 29, on s'hi està escassament dos mesos, ja que 22 de febrer de 1962 es va signar un nou contracte per a un despatx ubicat a la primera planta del carrer de la Canuda, número 45; local on el CPL hi romangué fins al 1980. Aquell any l'entitat es va traslladar a l'edifici de Santa Anna, carrer Rivadeneyra, número 6, fins al 2013. Les següents seus han estat al carrer Nàpols, número 346, fins que al juny del 2021 que s'ha traslladat a la seva ubicació actual, a l'edifici del Seminari Conciliar de Barcelona.
El CPL no és un organisme oficial, sinó que és una entitat eclesialment reconeguda, però que es regeix pels seus propis estatuts i per les disposicions canòniques que siguin de pertinent aplicació en cada moment. El CPL es va donar a conèixer amb una primera publicació, Monicions i pregàries per a la Santa Missa, que oferia una presentació senzilla dels diversos moments de la celebració eucarística per a tots els diumenges i festes de l'any. Amb aquesta publicació es va recollir i posar per escrit l'ampli treball realitzat aquells anys a Catalunya i a Barcelona, en la línia del moviment de renovació litúrgica que s'estava desenvolupant a tot Europa. Destaquen tres noms d’aquells inicis: els joves preveres barcelonins Pere Tena i Garriga, Pere Farnés Scherer i Joan Bellavista i Ramon, als quals caldria afegir els encara més joves Joaquim Gomis i Sanahuja i Joan Llopis i Sarrió.
A partir de la celebració del Concili Vaticà II (1961-1965), i en concret amb la publicació de la constitució Sacrosanctum Concilium (1963), es posa en marxa la reforma litúrgica de l’Església. Aquest va ser un moment determinant en la tasca del CPL, ja que gràcies a tot un seguit d'accions pedagògiques (xerrades, orientacions i assessoraments) es va poder fer realitat, i amb una gran solidesa, la implantació de la reforma litúrgica que impulsava aquesta constitució, a Catalunya en especial, però també a la resta d'Espanya. La constitució Sacrosanctum Concilium tenia com un dels principis bàsics la participació dels laics en la litúrgia de l'Església Catòlica.

## Publicacions
La tasca pedagògica que exerceix el CPL es concreta en una sèrie de publicacions, tant llibres com revistes, escrites tant en català com en castellà. Pel que fa a les revistes, en ordre cronològic d'aparició, són les següents:
- A principis de 1961 neix la revista Phase,[10] inicialment orientada a oferir reflexions i orientacions litúrgiques, així com també materials per a guiar les celebracions; posteriorment es va reorientar a oferir reflexió i pensament en matèria litúrgica. En els seus inicis va tenir el títol de Boletín de Pastoral Litúrgica.
- L'Advent de 1968 apareix la revista Missa Dominical,[10] primer en català, i a principis de 1973 també editada en castellà. Aquesta revista ofereix materials per a l’ús directe en la celebració, així com orientacions per a la celebració i per a l’homilia.
- L'any 1970 apareix la revista Oración de las Horas, que actualment té el títol de Liturgia y Espiritualidad. Inicialment estava destinada a ajudar les comunitats religioses a celebrar i viure la Litúrgia de les Hores; amb el canvi de títol tingué també un canvi en la seva orientació, ara centrada especialment en la reflexió litúrgica i espiritual.
- Finalment, el 2018 apareix Galilea.153: Litúrgia, pastoral, vida cristiana. Es tracta d'una publicació dirigida a grups de litúrgia de les parròquies i comunitats, així com a laics.[11][12]

Pel que fa a les monografies, el CPL publica les següents col·leccions, moltes d'elles començades als anys vuitanta:
- Biblioteca Litúrgica, textos d’estudi monogràfic sobre qüestions litúrgiques.
- Dossiers CPL, recull d’orientacions teòriques i pràctiques per a les celebracions.
- Celebrar, llibres senzills amb textos i orientacions per a la pregària i per a la celebració.
- Cuadernos Phase, textos bàsics de referència litúrgica en la història del cristianisme.
- Emaús, per a la divulgació de la litúrgia, la formació i la vida cristiana en general.
- Sants i Santes, un recull de vides d’homes i dones especialment significatius en la seva fe.

Totes aquestes tasques editorials i de divulgació pedagògica han anat ampliant el radi d’acció del CPL més enllà de l’àmbit català i espanyol, i actualment ha aconseguit una notable presència als països d’Amèrica Llatina, i també en els ambients hispans dels Estats Units.

## Docència
En el camp de la docència, el Centre de Pastoral Litúrgica de Barcelona va promoure la creació de l'Institut Superior de Litúrgia de Barcelona (ISLB), erigit l'any 1986 i que s'incorporà a la Facultat de Teologia de Catalunya. El curs 2020-2021 el Vaticà va concedir a l'ILSB el rang de facultat en el marc de l'Ateneu Universitari Sant Pacià, ara amb el nom d'Institut de Litúrgia ad instar Facultatis.

## Presidents
Des de la seva fundació, el CPL ha tingut els següents presidents:
- Pere Tena i Garriga (1963-1973)[15]
- Joan Bellavista i Ramon (1973-1982)
- Pere Tena i Garriga (1982-1987)
- Pere Farnés Scherer (1987-1990)
- José Aldazábal Larrañaga (1990-2002)[16]
- Josep Urdeix i Dordal (2002-2008)
- Jaume Fontbona i Missé (2008-2017)
- Josep Maria Romaguera i Bach (2017-)[17][18][19]

## Memorial Pere Tena de Pastoral Litúrgica
Finalment, cal assenyalar que, arran de la mort de Pere Tena i Garriga l'any 2014, l’Assemblea del CPL va decidir instaurar, cada any, el Memorial Pere Tena de Pastoral Litúrgica, per reconèixer la tasca en aquest camp d’alguna entitat, persona o obra.
Des de la seva creació el 2015, el Memorial ha estat concedit a:
- 2015: L'Abadia de Montserrat.[20]
- 2016: Al bisbe Julián López Martín i al pare Joan Maria Canals i Casas.[21][22]
- 2017: A l’arquebisbe de Puebla de los Ángeles (Mèxic), Mons. Víctor Sánchez.[23][24]
- 2018: A l'equip de litúrgia de la parròquia de Santa Eulàlia de Vilapicina.[25][26]
- 2019: A l’arquebisbe Piero Marini.[27][28]
- 2020: Al pare Juan Javier Flores Arcas, osb.[29]
- 2021: A l'Institut de Litúrgia ad instar Facultatis.[30][31]
- 2022: Al claretià Matías Augé i Benet.[32]
- 2023: Al professor de litúrgia Aurelio García Macías.[33]